# Angelo d’Anna de Sommariva
Angelo d’Anna de Sommariva OSBCam (* um 1340 in der Provinz Lodi; † 21. Juli 1428 in Rom) war ein italienischer Kardinal der Römischen Kirche.

## Leben
Er wurde um 1340 wahrscheinlich in der Provinz Lodi geboren, Datum und Ort der Geburt sind unsicher. Nach seiner Herkunft nannte er sich auch Angelo da Lodi. Bereits als Jugendlicher trat er in das Kamaldulenserkloster San Michele auf der Insel Murano nahe Venedig ein und nahm dort den Ordensnamen Angelo an.
Im Konsistorium vom 17. Dezember 1384 nahm Papst Urban VI. ihn in das Kardinalskollegium auf und ernannte ihn im Januar des folgenden Jahres zum Kardinaldiakon mit der Titeldiakonie Santa Lucia in Septisolio.
Als Kardinal nahm Angelo d’Anna de Sommariva am Konklave 1389 teil, das Papst Bonifatius IX. wählte. Im August 1394 wurde er Kardinalprotodiakon und im Mai 1396 wurde er zum Kardinalpriester mit der Titelkirche Santa Pudenziana erhoben. Er nahm am Konklave 1404 teil, das Innozenz VII. zum Papst wählte. Weiterhin war er Mitglied des Konklave 1406, aus dem Gregor XII. als Papst hervorging. Im November 1408 wurde er Kardinalprotopriester.
Danach wandte er sich vom römischen Papsttum ab und schloss sich der pisanischen Partei an, mit der er auf dem Konzil von Pisa 1409 Kardinal Pietro Philargi OFM zum Gegenpapst Alexander V. wählte. Nach dem Tode des Letzteren nahm Angelo d’Anna de Sommariva 1410 an der Wahl des pisanischen Gegenpapstes Johannes XXIII. teil. Am 23. September 1412 wurde er Kardinalbischof des suburbikarischen Bistums Palestrina. Nachdem er Legat in Neapel gewesen war, gehörte er zu den Teilnehmern des Konzils von Konstanz und war am Konklave 1417 beteiligt, das in Konstanz mit der Wahl von Martin V. das Abendländische Schisma zu beenden suchte. Im Februar 1426 war er Kardinaldekan.
Nach seinem Tod am 21. Juli 1428 wurde sein Leichnam nach Neapel überführt und dort in der Kirche Santa Maria in Cosmedin (auch Santa Maria di Portanova genannt) beigesetzt.